# Prosopocera bipunctata
Prosopocera bipunctata es una especie de escarabajo longicornio del género Prosopocera, tribu Prosopocerini, familia Cerambycidae. Fue descrita científicamente por Drury en 1773.
Se distribuye por Benín, Camerún, Costa de Marfil, Ghana, Nigeria, República del Congo, Sierra Leona y Togo. Mide 18-29 milímetros de longitud. El período de vuelo ocurre en los meses de enero, julio, agosto, septiembre, octubre y noviembre. Parte de su dieta se compone de plantas de la familia Fabaceae.